# Hal Roach Studios
Gli Hal Roach Studios furono una serie di strutture per la produzione cinematografica, fondate dal produttore e regista cinematografico Hal Roach, presso l'8822 Washington Boulevard di Culver City, California.

## Storia
Sorti nel 1914, gli Hal Roach Studios furono utilizzati inizialmente per la produzione di numerosi cortometraggi del cinema muto, specialmente di genere comico. Solo verso la fine degli anni venti gli studi vennero adattati per il cinema sonoro. Oltre ai film comici, negli studi vennero realizzate alcune pellicole western; in seguito vennero inserite altre attività, come radio e programmi televisivi.
Il film comico restò comunque l'attività principale della casa, in particolare grazie ad attori di grande successo come Stan Laurel e Oliver Hardy, i principali collaboratori di Hal Roach, ai quali seguirono altri artisti di fama quali Charlie Chaplin e Buster Keaton.
Negli anni cinquanta l'azienda iniziò ad avere problemi economici, culminati con il crollo finanziario nel 1959; nel 1960, Hal Roach Jr., figlio del fondatore, tentò di fondere l'azienda con altre case di produzione, ma senza successo. In quello stesso anno gli Hal Roach Studios cessarono di esistere e furono venduti.
Pochi anni dopo gli studi vennero abbattuti; oggi sul posto sorge un parcheggio e vari edifici. Sempre sul luogo, è stata posta una targhetta che ricorda gli Hal Roach Studios, la quale recita: "SITO DEGLI HAL ROACH STUDIOS LA FABBRICA DELLA RISATA NEL MONDO 1919 - 1963".